# 현역 생활 중 사망한 축구 선수 목록
현역 생활 중 사망한 축구 선수 목록은 질병이나 부상, 또는 사고로 바로 사망하거나 병원에서 치료를 받던 도중 사망한 축구 선수를 정리한 목록이다.

## 경기 도중 사망

### 남자
| 사망일           | 이름                   | 사망 당시 나이 | 사망 당시 소속팀       | 비고 |
| ---------------- | ---------------------- | -------------- | ---------------------- | --- |
| 1909년 12월 29일 | 제임스 메인            | 23세           |                        | 경기 도중 미끄러진 상대 선수에게 배를 가격당해 위천공으로 사망했다. |
| 1997년 11월 30일 | 샤모 쿠아예            | 26세           | 가나 축구 국가대표팀   | 자국에서 열린 친선경기 도중 얼굴에 축구공을 맞아 혼수상태에 빠졌으며, 병원으로 이송되었으나 이미 사망한 상태였다. |
| 2001년 8월 28일  | 세르히 페르쿤          | 23세           | PFC CSKA 모스크바      | FC 안지 마하치칼라와의 리그 경기 도중 부둔 부두노프와 충돌해 혼수상태에 빠졌으며, 병원으로 이송되었으나 8일 뒤 뇌출혈로 사망했다. |
| 2003년 6월 26일  | 마르크비비앵 푀        | 28세           | 카메룬 축구 국가대표팀 | 콜롬비아와의 2003년 FIFA 컨페더레이션스컵 4강전 도중 갑작스러운 심근 경색으로 의식을 잃고 쓰러졌으며, 병원으로 이송된 직후 사망했다. |
| 2004년 1월 25일  | 페헤르 미클로시        | 24세           | SL 벤피카              | 비토리아 SC와의 리그 경기 도중 갑작스러운 심근 경색으로 의식을 잃고 쓰러졌으며, 병원으로 이송되었으나 자정 무렵 사망했다. |
| 2004년 2월 29일  | 다니 오르티스          | 27세           | CSD 무니시팔           | CSD 코무니카시오네스와의 리그 경기 도중 마리오 로드리게스와 충돌해 혼수상태에 빠졌으며, 병원으로 이송되었으나 2시간 뒤 심막이 파열되어 사망했다. |
| 2004년 10월 27일 | 세르지뉴               | 30세           | AD 상카에타누          | 상파울루 FC와의 리그 경기 도중 갑작스러운 심근 경색으로 의식을 잃고 쓰러졌으며, 병원으로 이송되었으나 4시간 뒤 사망했다. |
| 2006년 8월 31일  | 무함마드 압델와하브    | 23세           | 알아흘리               | 팀 훈련 도중 갑작스러운 심근 경색으로 의식을 잃고 쓰러졌으며, 병원으로 이송되었으나 이미 사망한 상태였다. |
| 2006년 9월 18일  | 니우통 페헤이라 멘디스 | 30세           | FC 샤흐타르 카라간디   | 팀 훈련 도중 갑작스러운 심근 경색으로 의식을 잃고 쓰러졌으며, 병원으로 이송되었으나 이미 사망한 상태였다. |
| 2007년 8월 28일  | 안토니오 푸에르타      | 22세           | 세비야 FC              | 헤타페 CF와의 리그 경기 도중 갑작스러운 심근 경색으로 의식을 잃고 쓰러졌으며, 병원으로 이송되었으나 3일 뒤 사망했다. |
| 2007년 8월 29일  | 차스웨 은소프와        | 28세           | 하포엘 베르셰바 FC     | 마카비 베르셰바 FC와의 리그 경기 도중 갑작스러운 심근 경색으로 의식을 잃고 쓰러졌으며, 병원으로 이송되었으나 이미 사망한 상태였다. |
| 2007년 12월 29일 | 필 오도넬              | 35세           | 마더웰 FC              | 던디 유나이티드 FC와의 리그 경기 도중 갑작스러운 심근 경색으로 의식을 잃고 쓰러졌으며, 병원으로 이송되었으나 몇 시간 뒤 사망했다. |
| 2010년 3월 6일   | 인듀어런스 이다호르    | 25세           | 알 메리크 SC           | 알 아말과의 리그 경기 도중 갑작스러운 심근 경색으로 의식을 잃고 쓰러졌으며, 병원으로 이송되었으나 이미 사망한 상태였다. |
| 2010년 12월 12일 | 이매뉴얼 오골리        | 21세           | 오션 보이즈 FC         | 니제르 토네이도즈 FC와의 리그 경기 도중 갑작스러운 심근 경색으로 의식을 잃고 쓰러졌으며, 병원으로 이송된 직후 사망했다. |
| 2011년 8월 4일   | 마쓰다 나오키          | 34세           | 마쓰모토 야마가 FC     | 팀 훈련 도중 갑작스러운 심근 경색으로 의식을 잃고 쓰러졌으며, 병원으로 이송되었으나 2일 뒤 사망했다. |
| 2012년 4월 14일  | 피에르마리오 모로시니  | 25세           | AS 리보르노 칼초       | 페스카라 칼초와의 리그 경기 도중 갑작스러운 심근 경색으로 의식을 잃고 쓰러졌으며, 병원으로 이송되었으나 이미 사망한 상태였다. |
| 2014년 8월 23일  | 알베르 에보세 보종고   | 24세           | JS 카빌리              | USM 알제와의 리그 경기 도중 화가 난 서포터가 던진 물체에 머리를 맞아 혼수상태에 빠졌으며, 병원으로 이송되었으나 몇 시간 뒤 외상성 뇌손상으로 사망했다. |
| 2014년 10월 20일 | 피터 비악상주알라      | 24세           | 베들레헴 벵슬랑        | 2014년 10월 14일 인도의 축구선수 비악상주알라(Peter Biaksangzuala)는 인도 북동부 미조람에서 열린 챈마리 웨스와의 경기에서 후반 17분 동점골을 넣은 후 공중제비 셀러브레이션을 하다가 등과 목쪽으로 착지를 잘못하여 의식을 잃었다. 곧바로 병원으로 이송되었지만 6일 후인 10월 20일에 끝내 사망하였다. |

### 여자
| 사망일 | 이름 | 사망 당시 나이 | 사망 당시 소속팀 | 비고 |
| ------ | ---- | -------------- | ---------------- | ---- |

## 경기와 무관하게 사망

### 남자
| 사망일           | 이름                         | 사망 당시 나이 | 국적              | 포지션   | 사인             |
| ---------------- | ---------------------------- | -------------- | ----------------- | -------- | ---------------- |
| 1939년 1월 23일  | 마티아스 진델라              | 35세           | 오스트리아        | 공격수   | 일산화 탄소 중독 |
| 1958년 2월 21일  | 덩컨 에드워즈                | 21세           | 잉글랜드          | 미드필더 | 비행기 추락      |
| 1993년 4월 27일  | 데이비드 차발라              | 33세           | 잠비아            | 골키퍼   | 비행기 추락      |
| 1994년 7월 2일   | 안드레스 에스코바르          | 27세           | 콜롬비아          | 수비수   | 화기에 의한 피살 |
| 1995년 4월 25일  | 안드레아 포르투나토          | 23세           | 이탈리아          | 수비수   | 백혈병           |
| 1995년 7월 20일  | 라이문도 투페르              | 26세           | 칠레              | 수비수   | 자살             |
| 2003년 1월 19일  | 밀톤 플로레스                | 28세           | 온두라스          | 골키퍼   | 화기에 의한 피살 |
| 2003년 8월 31일  | 정용훈                       | 24세           | 대한민국          | 미드필더 | 자동차 사고      |
| 2004년 1월 7일   | 살바 아프카자바              | 23세           | 조지아            | 공격수   | 심근 경색        |
| 2005년 5월 7일   | 오틸리노 테노리오            | 25세           | 에콰도르          | 공격수   | 자동차 사고      |
| 2005년 11월 29일 | 다비드 디 토마소             | 26세           | 프랑스            | 미드필더 | 심근 경색        |
| 2006년 1월 8일   | 엘손 베세라                  | 27세           | 콜롬비아          | 공격수   | 화기에 의한 피살 |
| 2007년 8월 25일  | 레이 존스                    | 18세           | 잉글랜드          | 공격수   | 자동차 사고      |
| 2009년 8월 8일   | 다니엘 하르케                | 26세           | 스페인            | 수비수   | 심근 경색        |
| 2009년 11월 10일 | 로베르트 엥케                | 32세           | 독일              | 골키퍼   | 자살             |
| 2009년 11월 16일 | 안토니오 데 니그리스         | 31세           | 멕시코            | 공격수   | 심근 경색        |
| 2011년 4월 18일  | 올루바요 아데페미            | 25세           | 나이지리아        | 수비수   | 교통 사고        |
| 2011년 5월 6일   | 윤기원                       | 24세           | 대한민국          | 골키퍼   | 자살             |
| 2011년 5월 30일  | 정종관                       | 31세           | 대한민국          | 미드필더 | 자살             |
| 2011년 6월 23일  | 데니스 마르샬                | 26세           | 코스타리카        | 수비수   | 자동차 사고      |
| 2011년 8월 4일   | 마쓰다 나오키                | 34세           | 일본              | 수비수   | 심장마비         |
| 2011년 9월 25일  | 테야브 아와나                | 21세           | 아랍에미리트      | 공격수   | 교통 사고        |
| 2012년 4월 14일  | 이경환                       | 24세           | 대한민국          | 미드필더 | 자살             |
| 2012년 6월 24일  | 미키 로케                    | 23세           | 스페인            | 수비수   | 골반암           |
| 2012년 7월 5일   | 정민형                       | 25세           | 대한민국          | 미드필더 | 자살             |
| 2012년 8월 16일  | 장현규                       | 30세           | 대한민국          | 수비수   | 심근 경색        |
| 2013년 7월 29일  | 크리스티안 베니테스          | 27세           | 에콰도르          | 공격수   | 심근 경색        |
| 2014년 6월 19일  | 이브라힘 투레                | 28세           | 코트디부아르      | 공격수   | 암               |
| 2014년 10월 25일 | 센조 메이와                  | 27세           | 남아프리카 공화국 | 골키퍼   | 화기에 의한 피살 |
| 2016년 11월 28일 | 클레베르 산타나              | 35세           | 브라질            | 미드필더 | 비행기 추락      |
| 2019년 6월 1일   | 호세 안토니오 레예스         | 35세           | 스페인            | 미드필더 | 자동차 사고      |
| 2019년 6월 22일  | 탈리스 리마 지 콘세이상 페냐 | 24세           | 브라질            | 공격수   | 자동차 사고      |
| 2022년 3월 1일   | 비탈리 사필로                | 21세           | 우크라이나        | 골키퍼   | 화기에 의한 피살 |
| 2022년 3월 1일   | 드미트로 마르티넨코          | 24세           | 우크라이나        | 공격수   | 화기에 의한 피살 |
| 2022년 10월 21일 | 구도 마사토                  | 32세           | 일본              | 공격수   | 수두증           |
| 2025년 7월 3일   | 디오구 조타                  | 28세           | 포르투갈          | 미드필더 | 자동차 사고      |

### 여자
| 사망일          | 이름                  | 사망 당시 나이 | 국적             | 포지션   | 사인             |
| --------------- | --------------------- | -------------- | ---------------- | -------- | ---------------- |
| 2007년 11월 2일 | 김지수                | 16세           | 대한민국         | 공격수   | 수술 도중 사고사 |
| 2011년 6월 26일 | 정정숙                | 29세           | 대한민국         | 공격수   | 위암             |
| 2016년 8월 30일 | 조 티넌               | 18세           | 잉글랜드         | 미드필더 | 자살             |
| 2019년 6월 29일 | 플로리야나 이스마일리 | 24세           | 스위스, 알바니아 | 공격수   | 익사             |

## 같이 보기
- 현역 생활 중 사망한 스포츠 선수 목록